# Rožaje
Rožaje (in montenegrino: Рожаје) è una città nel nord-est del Montenegro, capoluogo dell'omonimo comune. La città si trova nella regione geografica del Sandžak, corrispondente all'antico Sangiaccato di Novi Pazar.
Rožaje è uno dei 24 comuni del Montenegro, con una popolazione complessiva di 18 482 abitanti, il 40% della quale è concentrata nel capoluogo (9.121 ab.), mentre nessun'altra località supera il migliaio di abitanti.

## Popolazione
Nel 2003 la composizione etnica degli abitanti della municipalità era così composta:
- Bosgnacchi (81,68%)
- Slavi musulmani (6,06%)
- Albanesi (4,32%)
- Serbi (3,32%)
- Montenegrini (1,64%)